# Greg Jones (tennista)
Greg Jones (Sydney, 1989) è un ex tennista australiano.

## Primi anni di vita
Nato a Sydney, Jones è figlio unico. Ha partecipato al torneo di tennis delle Sydney GPS Schools in rappresentanza della scuola Shore, prima di abbandonare definitivamente la scuola per dedicarsi alla carriera tennistica.
Jones ha preso parte a numerosi eventi di alto profilo nel corso della sua carriera juniores, tra cui tutti e quattro i tornei del Grande Slam juniores, raggiungendo in particolare la finale dell'Open di Francia del 2007.
Nel 2007, Jones, dopo aver raggiunto la finale della categoria juniores all'Open di Francia, una semifinale a Wimbledon e un quarto di finale all'Australian Open, sperava fortemente di vincere l'ultimo US Open Junior, che sarebbe stata la sua ultima partita nell'International Tennis Federation Junior Competition.
Jones ha raggiunto il suo miglior piazzamento nella classifica juniores, piazzandosi al 4° posto, e ha vinto 191 partite su 219.

## Carriera professionale
Jones ha iniziato a partecipare a tornei professionistici nel 2006. Nel suo quarto evento professionistico arrivò in finale al Burnie Challenger in Tasmania, prima di trascorrere del tempo all'estero in eventi future nel tentativo di migliorare la sua classifica. Jones ha concluso il 2007 al 386° posto, data la sua giovinezza e la sua posizione in classifica gli sono state assegnate delle wild card per il tabellone di qualificazione dell'Adelaide International del 2008, il Medibank International del 2008 (che è stato il suo primo evento del tabellone principale dell'ATP Tour ) e il tabellone di qualificazione dell'Australian Open del 2008. Il momento più importante del 2008 per Jones fu la vittoria del suo primo titolo future negli USA e concluse l'anno al 434º posto.
Nel gennaio del 2009 Jones gareggiò nuovamente in tutti gli eventi ATP australiani, ma non riuscì a qualificarsi per nessuno dei tabelloni principali di Brisbane, Sydney o dell'Australian Open. Jones vinse il suo secondo torneo Future della sua carriera nell'aprile 2009 in Australia, prima di trasferirsi all'estero per giocare sia nei tornei Challenger che nei tornei Future, culminando con una semifinale Challenger in Russia.
Il 2010 iniziò lentamente per Jones, che ancora una volta non riuscì a qualificarsi per Brisbane, Sydney o l'Australian Open. A febbraio riuscì a fare una seconda apparizione in finale al torneo Challenger di Burnie, perdendo contro la stella nascente Bernard Tomic in finale, Jones ha continuato la sua buona forma con una finale in un torneo future australiano due settimane dopo. Il 10 ottobre 2010, Jones ha vinto l'argento per l'Australia nel tennis maschile ai Giochi del Commonwealth 2010 a Delhi, perdendo contro l'indiano Somdev Devvarman nella partita per la medaglia d'oro giocata allo stadio di tennis RK Khanna.